# Dąbrówka (powiat tucholski)
Dąbrówka (niem. Dombrowken) – osada w Polsce, położona w województwie kujawsko-pomorskim, w powiecie tucholskim, w gminie Tuchola. Miejscowość jest częścią składową sołectwa Mała Komorza.
W latach 1975–1998 miejscowość administracyjnie należała do województwa bydgoskiego. 
We wsi znajduje się XVII-wieczny, drewniany kościół (po renowacji w 1928 otynkowany i rozbudowany o zachodnią wieżyczkę), wnętrze zdobią elementy rokokowej donacji tj. polichromie, ołtarze oraz siedzisko pod monstrancję. N przykościelnym cmentarzu znajduje się klasycystyczne mauzoleum rodziny Janta-Połczyńskich w formie masywnego sześcianu nakrytego kopułą. We wsi parterowy dwór ryglowy z I połowy XIX w.